# いちごオムレツ♥
『いちごオムレツ♥』は、半澤香織（現：はんざわかおり）による日本のギャグ漫画作品。
集英社の漫画雑誌『りぼんオリジナル』にて2000年6月号からスタート、その後『りぼん』本誌に発表の場を移し2008年12月号まで連載された。

## 概要
主人公の有紗と、彼女の幼馴染である光紀を中心にくり広げられる、ギャグ4コマ漫画。
連載当初、有紗たちは中学生だが、2巻で高校に進学する。なお、作者の半澤も第1話の執筆時点では中学3年生であり、連載期間中に高校・大学を卒業している。

## 登場人物

### 主要人物
咲野 有紗（さきの ありさ）
主人公。同じクラスの光紀とその妹の梨菜とは幼馴染で、光紀のことが好き。ケーキ作りが得意。周囲の言動に気苦労が絶えない。主人公ながらキャラクターが薄く、作品中でそれをたびたび話題にされる。ほかに影が薄い兄と弟がいる。
最終話の1話前までの5話、有紗が力士を目指し、あげくに魔法のステッキ（軍配型）で力士「チョコジャンボモナカ関」に変身できるようになる、「スモガール」という物語が展開される。有紗と光紀以外はほとんど新キャラクターのみで展開される物語は本編のパラレルであり、有紗の見た夢ということになっている。
5月28日生まれ。血液型はA型。身長156cm。
川瀬 光紀（かわせ みつき）
有紗と同じクラスで同級生。苦手な人は桜子、あっちゃん、ごっぺ。有紗のことが気になる。
ルックスがよく運動も得意なため、女子に好かれているが、たまにどうしようもない見当外れの行動をする。中学時代はサッカー部だったが、あまりに意味不明な活動を行っていたため、高校では有紗をはじめ、マネージャーを務めていた桜子でさえ覚えていなかった。肉が大好きで、高校進学後はユイこと由井六助（後述）と一緒に「肉ラ部」と称する肉愛好家の集まりを勝手に作っている。
11月7日生まれ。血液型はAB型。身長172cm。
関根 あつし（せきね あつし）
坊ちゃん刈り、顔が円形で頬も赤く、お面を被るとはみ出すほど顔面が大きい。愛称は「あっちゃん」。
大金持ちの息子で、「ムサシ」と呼ばれる家来を無数に呼び出すことができる。鼻がないのにもかかわらず、風邪をひくと鼻水が出てくる。のちに芸能プロダクション「関プロ」の社長を務める。
3月3日生まれ。血液型はO型。身長が133cmの子供体型。
ムサシ
あっちゃんの家来で、忍者の姿をしている。基本的に主人のあっちゃんには忠実で、あっちゃんに呼ばれればどこからともなく出現するが、一人教室に放置されたまま主人から忘れ去られたり、ユイの憂さ晴らしとしてボコボコにされる等、散々な目にあうことも少なくない。
川瀬 梨菜（かわせ りな）
光紀の妹（二歳年下）。あっちゃんのことが好き。天才発明少女で、弟型ロボの凛太郎を作る。兄とは反対に運動が苦手。有紗たちの高校進学後、ユイの妹の恵と幸と同じクラスになり、仲良くなる（特に幸とは「（恵曰く）ナイスカップル成立」と評されるほど、仲を深めている）。
6月2日生まれ。血液型A型。身長148cm。
金小路 桜子（きんこうじ さくらこ）
光紀のことが好きで、クラスが違うにもかかわらず、どこからともなく光紀の前に出現する。そのあまりのストーカーぶりから、当の光紀にはかなり嫌われており、逃げられている。見た目は大仏パーマ（天然パーマ）で2つ結び、極端に濃厚な顔面の持ち主。五人兄弟の長女（五人兄弟のうち一人である妹のみどりは凛太郎の同級生で仲も良いが、光紀からは反対されている）。
4月14日生まれ。血液型B型。身長160cm。
蓮沼 ごっぺ（はすぬま ごっぺ）
桜子と同じクラスで、有紗のことが好き。体型は長身で痩せ型で髪の色は金髪。極端な虚弱体質で、転んだだけで骨が折れる他、体調もすこぶる悪く、しばしば吐血をする。有紗に頼まれたことは大抵引き受けるが、基本的に光紀と有紗には煩わしく思われる。
自身の虚弱体質と複雑な家庭事情ゆえ、有紗たちとは別の高校（荒高）に進学したが、自分以外の生徒はほとんど不良ばかりであるものの、ワレさん率いる荒高最強軍団（後述）のような根は優しい不良もいるため、特にいじめにあうこともなく、なんとか馴染んでいる。
9月20日生まれ。血液型AB型。身長176cm。
森藤 マモル（もりとう まもる）
有紗たちの担任の教師。愛称「もっさん」。顔がある樹木そのものな外見をしており、頭の上には家族（人間の妻の一恵、息子のカズキ）が身を潜めている。頭部の樹海は異世界に繋がっており、不良生徒はそこで矯正される。
8月15日生まれ。全長約3.5m。
川瀬 凛太郎（かわせ りんたろう）
梨菜が発明した弟型ロボット（所謂アンドロイド）。愛称「りんちゃん」。頭が取れやすく、沢山の機能が備わっている。ただし重量は120kgで極端に重い。兄の光紀に瓜二つのスペアボディで彼の代わりに登校する場面もある。
名前は読者の募集で決まった。3月ごろ生まれ。身長130cmくらい。

### 東高
有紗たちが進学する高校（正式な校名は「夢見がち☆東高校」）。有紗と光紀は6組（担任は森藤）、あっちゃんは3組、桜子は1組。
由井六助（ゆい ろくすけ） / 華岡ユイ（はなおか ユイ）
有紗のクラスの同級生で、「華岡ユイ」の芸名でモデルを務める。愛称「ユイ」。格闘技が好きな少年だが、美少女のような外見を生かし、女生徒としてすごしている。自分の美しさを自覚しており、ややナルシストの傾向もある。
憧れている人は大仁田厚、筋肉質の女子が好きで、昔の交際相手も筋肉質だった。肉も大好きで、同じく肉好きの光紀と「肉ラ部」を二人だけでやっている（森藤は無理やり顧問にされている）。有紗とは仲が良い。
1月22日生まれ。血液型はO型。身長144cm。
梅宮 しょーこ（うめみや しょーこ）
有紗のクラスの同級生で学級委員。青春が大好きで、火事を起こしかけるほど燃え上がり、水をかけると老人になる。燃えすぎると「鬼ババア」になる。有紗と光紀を結ばせたいと思う。バレー部員。
その後は本名で呼ばれることもなくなり、名前が「委員長」と化す。
10月1日生まれ。血液型B型。身長159cm。
猫瀬川 宰（ねこせがわ おさむ）
キャラクター募集企画で採用されたキャラクター。愛称「宰っち」。とても小柄で可愛い少年。無類の猫好きで、飼い猫のぶっくんとつねに一緒におり、「ぶっくんと結婚してもよい」と豪語するほど溺愛している。
本来はあっちゃんと同じクラスの3組だが、いつの間にか有紗たちのクラスメイトとして扱われるようになる。
6月30日生まれ。血液型B型。143cm。
ぶっくん
宰の連れている猫。猫瀬川家がマンション住まいなので、飼ってもらえていない。宰に対してかなり冷淡に接し、噛んで流血させたりもするが、あまりに宰がどうしようもないので、その面倒を見ることにする。

### 梨菜のクラスメイト
有紗たちが高校に進学して以降、登場する。中学では梨菜と同じクラスで、学校ではよく一緒にいることも多い。
由井 恵（ゆい めぐみ）
ユイの双子の妹（姉）。愛称「ケイ」。美少年のような外見だが女の子。光紀のことが好き。兄が眠っているあいだに女装させて写真を売ったり、兄の衣類を女物に変えたりして女装少年への道を歩ませる。「K☆14」でコウとアイドルデビューする。
6月9日生まれ。O型。身長175cm。
由井 幸（ゆい みゆき）
同じくユイの双子の妹（妹）。愛称「コウ」。眼鏡をかけた知的な美少年のような外見だが女の子。韓流スターの「ユン様」が好き。常識的でユイの次に恵のとばっちりを受け、恵が自分に惚れた女子や光紀のことを好きな女子を幸に回したりする。好かれる自覚がないまま女性に優しくするため、かえって始末に悪い。「K☆14」でケイとアイドルデビューする。
6月9日生まれ。O型。身長175cm。

### 荒高最強軍団
東高に落ちたごっぺが進学する「私立荒魔栗（あれまくり）高校」（通称「荒高」）の不良チーム。学校名からして生徒はごっぺを除いてほとんど不良ばかりで、校内もかなり荒れ果てているが、決して悪い人間ばかりではないため、ごっぺも学校でいじめられることなく、なんとか打ち解けている。
ワレさん
私立荒魔栗高校で何度も留年している一年生。荒高最強軍団のリーダーではあるが、軍団内での人望はあまり高くない。
ユイのデビュー当時からのファンで、ユイのことが好きだが、ユイが男であることは一切知らない。よく熊郡と一緒に東高に行ったり、ユイをつけ回しては叩きのめされる。また、ユイに使い走りにされ、便利に使われている。
熊郡（くまごおり）
私立荒魔栗高校の1年生。1年留年している。荒高最強軍団のひとり。最強軍団随一の巨体だが、その外見からは想像できないほどの乙女のような性格で、ペットのリスを連れている。たまに公園で女子の恋愛相談をしている。
野地くん（のじくん）
私立荒魔栗高校の1年生。2年留年している。荒高最強軍団のひとり。浮気性だがルックスがよく、ごっぺのためにアドバイスをする。荒高最強軍団のなかで唯一まともなヤンキーであり、強かったころのワレさんを知っている。交際相手の名前はともちゃん。
まさくん
私立荒魔栗高校の1年。1年留年している。荒高最強軍団のひとり。荒高のなかでは野地くんとともに常識人。ごっぺのためにアドバイスをする。

### その他の人物
椎名 茜（しいな あかね）
キャラクター募集企画で採用されたキャラクター。幽霊の美少女で、有紗たちの先輩。性格は恥ずかしがり屋。結局、居場所を間違えたと『山本善次朗と申します』の世界へ行こうとする。1話しか出番がないが、最終巻のカバーの内側の表紙を飾る。
藤山くん（ふじやまくん）
第1巻の序盤にのみ登場し、その後は1度も登場しない謎の小人。第1話のなかでは準主人公的な扱いを受け、主人公の有紗よりも目立つ。
体はコップのなかに入れるほど小さく、せりふはまったくないが、筆談はできるもようである。そもそもこのキャラクターが人間であるかどうかも不明であるが、その正体についてはなんら具体的な説明のないまま、いつのまにか作中から姿を消す。
作者の半澤は「当時の担当さんに『藤山くんのキャラに頼りっきりでネタが作れてないよ』と言われ」、封印したという。ただし、単行本4巻では3か所に登場する。

## 書籍
- 『いちごオムレツ』 集英社〈りぼんマスコットコミックス〉全4巻[2]
  1. 2004年1月15日発売、ISBN 4-08-856516-9
  2. 2005年11月15日発売、ISBN 4-08-856649-1
  3. 2007年8月10日発売、ISBN 978-4-08-856762-4
  4. 2009年1月15日発売、ISBN 978-4-08-856862-1